# دنی پست
دنی پست (هلندی: Danny Post؛ زاده ۷ آوریل ۱۹۸۹)، بازیکن فوتبال هلندی است که به عنوان هافبک برای فنلو در لیگ فوتبال هلند بازی می‌کند. 

## دوران باشگاهی
دنی پست برای هارلم، خرونینگن، کامبور، دوردرخت و فنلو بازی کرده است.   